# Conversió dels khàzars al judaisme
La conversió dels khàzars al judaisme és un esdeveniment històric que es va donar al kanat dels khàzars (avui a Rússia), entre els khàzars entre els segles viii i x.
Es té constància que durant l'edat antiga i l'edat mitjana, hi havia jueus que feien proselitisme actiu, molt més que ara. Així, mentre Filó d'Alexandria parlava de com els jueus hel·lenitzats havien assolit la població d'un milió d'habitants al segle i aC a Egipte, en el Concili d'Elvira, al segle iv a Espanya, els cristians declaraven que havien de fer front comú contra el proselitisme actiu dels jueus. També es té registrat casos clars de proselitisme jueu efectiu de veracitat històrica indubtable entre gentils com el dels inques jueus o els jueus de Veracruz. Però aquesta conversió en concreta té desacord historiogràfic, pels diferents graus d'importància que li donen diferents historiadors, cosa que fa n'hi hagi que li neguin cap transcendència històrica.

## Història

### Els khàzars abans de les religions abrahàmiques
Originalment, el khàzars practicaven el xamanisme tradicional turc, centrat en el déu celestial Tengri, però van ser fortament influenciats per idees confucianes importades de la Xina, especialment per les del Mandat del Cel. El clan Ashina era considerat l'escollit per Tengri i el kan era l'encarnació del déu dels cels. Un kan que perdia, havia clarament perdut els favors del déu i normalment era ritualment executat. Els historiadors s'han preguntat fins a quin punt la tendència de la seva religió a executar els seus governants van fer que aquests en busquessin d'altres
Els khàzars adoraven tota una sèrie de deïtats subordinades a Tengri, incloent-hi deessa de la fertilitat Umay, el déu del tro Kuara, i el déu de la mort Erlik.
En el kanat hi havia, però, una política de tolerància religiosa que feia que hi hagués practicants del cristianisme (principalment grec ortodox), islamisme, zoroastrisme i els cultes finès, nòrdic/germànic i eslau.

### Influència jueva a la zona
Des dels temps clàssica que havien existit comunitats jueves a les ciutats gregues del mar Negre. Quersonesos, Sudak, Kerch i altres ciutats de Crimea posseïen comunitats jueves. Es creu que Anapa, i Tmutarakan tenia una població majoriàriament jueva cap al 670. Els jueus varen migrar de l'Imperi Romà d'Orient al Kanat dels khàzars a conseqüència de la persecució sota Heracli, Justinià II, Lleó III, i Romà I. També hi varen emigrar altres jueus de la Pèrsia Sassànida (particularment durant les revoltes de Mazdak), i més tard del món islàmic. Els mercaders jueus, com els radhanites comerciaven de forma regular en el territori khàzar, hi podrien haver exercit certa influència econòmica i política. Tot i que els seus orígens i història no estan gens clars, els jueus de les muntanyes també vivien a prop dels del territori khàzar i podrien haver estat subjectes d'aliances o protectorats; és concebible que qualsevol d'aquestes comunitats prengués algun paper en la conversió.

### Conversió al judaisme
En algun punt entre el final del segle viii i al començament del ix, la noblesa i reialesa khàzar es va convertir al judaisme, i tal com va passar amb els conversions cristianes i musulmanes, una part de la població va seguir-los.
Alguns investigadors han suggerit que part de les motivacions que varen portar a la conversió va ser de conveniència política de mantenir cert grau de neutralitat: l'imperi Khazar se situava entre poblacions creixents de musulmans a l'est i de cristians a l'oest. Totes dues religions reconeixien el judaisme com una religió autèntica i digne de respecte. La data exacta de la conversió de la noblesa és calurosament debatuda. Pot haver ocorregut tan d'hora com el 740 o tan tard com a mitjans del segle ix. Evidències numismàtiques descobertes recentment suggereixen que el judaisme era la religió establerta per l'estat cap al 830 i tot i que sant Ciril (que va visitar khazària el 861) no va identificar els khàzars com a jueus, el kan d'aquest període, Zacaries, tenia un nom hebreu bíblic.
Algunes fonts medievals donen en nom d'Isaac Sangari o Yitzhak ha-Sangari com el rabí que va supervisar la conversió de la població al judaisme.
Augmenta la confusió el Kuzari, un relat medieval del segle xii escrit en àrab pel sefardita Yehudà Halevi en què s'estableix un diàleg inventat entre un jueu imaginari i el cap gentil dels khàzars, el qual converteix. Malgrat no tractar el tema de forma historiogràfica ha influït autors posteriors, confonent els seus relats amb la informació històrica.
El primer rei jueu Khazar va ser Bulan, encara que algunes fonts li donen el nom hebreu de Sabriel. Un rei posterior, Obadiah, va enfortir el judaisme convidant a rabins al regne per construir sinagogues. Figures jueves com Saadia Gaon havien fet referències positives als khàzars, i estan classificats per escrits contemporanis karaites com a "bastards"; cosa que fa poc probable que adoptessin el karaisme com alguns (Avraham Firkovich, per exemple) han proposat.
Segons la Carta de Schechter, el judaisme khàzar primerenc estava centrat en un tabernacle semblant a la que s'esmenta en l'Èxode. Arqueòlegs de Rostov-on-Don han identificat un altar plegable a Khumar com a part d'aquesta construcció.
Els reis khàzars es consideraven els protectors internacionals dels jueus i mantenien correspondència amb dirigents jueus estrangers (s'ha conservat la correspondència entre el rei Josep i el diplomàtic andalusí Hasday ibn Xaprut). Eren coneguts per prendre represàlies contra interessos cristians i musulmans en els seus dominis per les persecucions de jueus a l'exterior. Ibn Fadlan relata que cap al 920 el rei khàzar va rebre informació que els musulmans havien destruït una sinagoga a Babung, a l'Iran; llavors va donar ordres de tallar el minaret de la mesquita de la capital i d'executar el muetzí, declarant que hauria destruït la mesquita sencera de no ser perquè llavors els musulmans haurien destruït totes les sinagogues de les seves terres. De manera similar, durant les persecucions de jueus a l'Imperi Romà d'Orient sota Romà I el govern khàzar va respondre atacant objectius romans d'Orient a Crimea.
Abans que el seu regne fos destruït pels russos, els khàzars ja havien oblidat el seu origen gentil i s'atribuien un origen mitològic en el personatge bíblic de Kòzar.

## Polèmica sobre la relació amb els asquenazites
El grau de conversió entre la població plebea està subjecta a debat. En el segle x Ibn al-Faqih va escriure que "tots els khàzars són jueus." Malgrat aquesta frase, alguns estudiosos creuen que només es varen convertir les classes superiors; afirmació que rep el suport d'alguns texts musulmans contemporanis. La relació de la població de khàzars convertida al judaisme amb la població actual de jueus és molt polèmica. Resta molt poca documentació que ens permeti conèixer la seva història i es prova de deduir a través de dades genètiques i dels efectes històrics en la seva població. Tot això fa molt difícil valorar fins a quin punt la població jueva actual és descendent d'aquesta població de khàzars conversos.
Segons alguns historiadors i assagistes -com l'escriptor jueu Arthur Koestler, que va dedicar a aquesta tesi "The thirteenth tribe"- els khàzars són la peça clau que permetria entendre d'on va sortir la massa de població asquenazita actual, que a l'edat mitjana es considerava que era del 2% dels jueus totals, essent la gran majoria sefardites i actualment és del 70% (havent estat del 90% abans de l'Holocaust nazi L'objecció més gran que es pot fer a aquesta hipòtesi és que no explica per què llavors els asquenazites que vivien en territoris majoritàriament eslaus com ara Polònia, parlen ídix, parla derivada de l'alemany i que en mostraria el seu origen. En resposta a això Shlomo Sand diu que els estudis lingüístics demostren justament que l'ídix actual no descendeix de l'alemany del Rin sinó que tindria un altre origen que no sap especificar.
Tot i que textos com el Kuzari i la correspondència khàzar mostren que durant l'edat mitjana els jueus acceptaven la conversió dels khàzars al judaisme, en l'actualitat, molts s'oposen a la idea i acusen d'antisemitisme a qui les propaga. Diuen ser una eina amb la qual es vol treure legitimitat al sionisme, ja que de ser cert, els palestins tindrien més relació genètica amb els antics pobladors de Terra Santa que no els asquenazites, tal com defensen alguns autors. És cert que és una hipòtesi que té suport entre la població musulmana.
Les tècniques genètiques podrien treure conclusions però hi ha dos esculls principals. Primer que els khàzars eren un poble altaic d'origen en les estepes asiàtiques, i que com a tal es caracteritzava per la llengua, però no per la raça, que podria ser molt variada. I segon que en ser un tema tan polititzat hi ha estudis molt contradictoris entre ells. Els estudis d'Ellen Levy-Coffman per exemple conclouen que els khàzars no poden ser avantpassats dels jueus, però és criticada que la seva falta de rigor ha fet que en comptes de ser publicades en revistes científiques s'ho hagi hagut de publicar en el seu propi web. Altres estudis, en canvi, indiquen una barreja d'orígens que apunten parcialment als khàzars.
La polèmica és prou profunda perquè el llibre Quan i com es va inventar el poble jueu? de Shlomo Sand, que tracta en gran part d'aquesta conversió, es mantingués 4 setmanes com el llibre més venut a Israel. A raó de donar gran importància a l'ascendència khàzar entre els asquenazites hi ha dintre d'Israel corpuscles radicals de sefardites que reclamen ser els autèntics jueus, tractant als asquenazites de falsos jueus. Per això, es fan servir tot sovint arguments de tipus racistes.